# Dohrniphora montana
Dohrniphora montana är en tvåvingeart som beskrevs av Ronald Henry Lambert Disney 2003. Dohrniphora montana ingår i släktet Dohrniphora och familjen puckelflugor.
Artens utbredningsområde är Malawi. Inga underarter finns listade i Catalogue of Life.